# Atholus pinnulae
Atholus pinnulae är en skalbaggsart som först beskrevs av Lewis 1900.  Atholus pinnulae ingår i släktet Atholus och familjen stumpbaggar. Inga underarter finns listade i Catalogue of Life.